# Leandro Totti
Leandro Totti (Ibiporã, 30 de março de 1977) é um piloto brasileiro de automobilismo, atualmente competindo na Formula Truck. Leandro Totti é tricampeão da categoria: 2012, 2014 e 2015.

## Carreira

### Inicio em 2003
Leandro Totti "O Marvado" nasceu na cidade de Ibiporã no estado do Paraná. Totti começou quando criança no Kart e na sua adolescência iniciou seu trabalho como mecânico preparando motor de carros de competições para as categorias speed e spyder. Ingressou na Fórmula Truck como chefe de equipe do piloto Ernesto Pívaro Neto, o popular Gardenal. Teve sua oportunidade como piloto na Truck substituindo Gardenal devido a um acidente fora das pistas. Leandro Totti acabaria estreando pela equipe Londrina Truck Racing na temporada de 2003.

### Temporada 2012
Competiu pela ABF Mercedes Benz conquistando o título.

### Temporadas 2013 a 2015
Competiu pela RM Competições com caminhão Volkswagen. Nestes anos conquistou os títulos de 2014 e 2015.

### Temporada 2016
Totti deixou a RM Competições, onde correu por três temporadas, e em 2016 mudou para a marca Volvo, na escuderia Maistro Clay Truck Racing.

## Títulos
Fórmula Truck: Campeão Brasileiro 2012, 2014 e 2015. Campeão Sul-americano 2012, 2014